# 祭文 (漢文)
祭文（さいぶん）とは、中国における漢文の文体（文語文）の一種。祭時において神霊に対し誦される文章で、死者を葬送するもののほか、雨乞いや除災、求福を目的とする文がある。道教における祭文は特に「青詞」と呼ばれる。

## 概要
祭文は、古くは漢王朝の時代にさかのぼる。雨乞い、招福、攘災を目的とするものもあったが、最も重要なのは死者を哀悼する祭文で、多くの場合、生前に故人と親交をむすんだ人によって誦された。祭文は「維」の字を以て始めることが習慣になっているが、この「維」はただの助詞である。散文体・韻文体・対句体いずれも存し、韻文体には四言、六言、雑言、騒体、儷体などがある。ただし、清代の詩人袁枚の『祭妹文』は駢文となっている。なお、清代の姚鼐が編纂した『古文辞類纂』では祭文は「哀祭類」に分類されている。

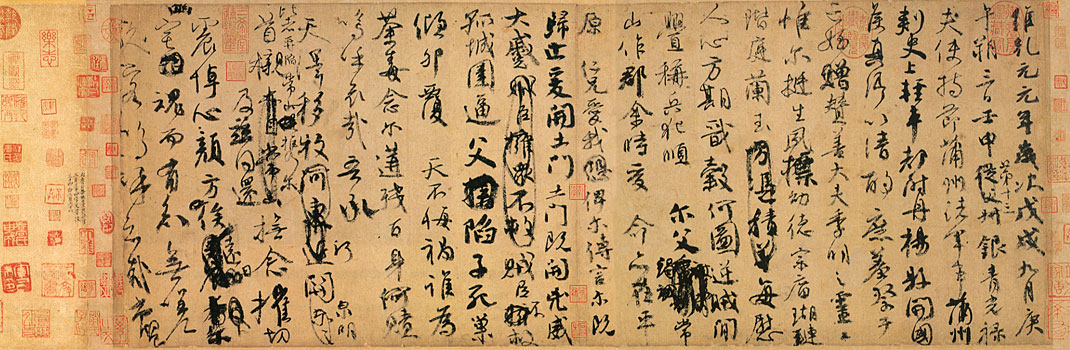
顔真卿「祭姪文稿」
----
国立故宮博物院（中華民国台北市）蔵

南北朝時代の梁（南朝）の劉勰が著した5世紀末の文学理論書『文心雕龍』にも、祭文のことが説明されている。祭文は、多数の人びとによって書かれることもあり、明代の馮琦が亡くなったときには門人や友人が数多く祭文をつくった。また、安史の乱のとき、唐の顔泉明は、史思明によって殺された弟の顔季明の遺骸を常山（山西省恒山）に持参し、宗族であり書家としても著名な蒲州刺史顔真卿とともに父顔杲卿・弟季明の鎮魂を行った。この時の祭文の草稿が、真卿によって書かれた書道作品のなかでも特に名高い「祭姪文稿」である。
祭文は、『文心雕龍』で説くように、故人が生きていたときの行いや言葉をたたえ、哀傷の意をこめてつくられるのが普通で、文中「嗚呼哀哉」（ああかなしいかな）の句が繰り返されることも多い。古文の復興運動でも知られる唐の韓愈の祭文は、中国文学史上、特によく知られている。上述の『古文辞類纂』でも哀辞・祭文においては、韓愈と北宋の王安石のみがこれを代表するとしている。韓愈は25篇あまりの祭文を書いたが、とりわけ張署という友人にあてた「祭河南張員外文」は古来名文として名高い。韓愈はまた、潮州刺史に赴任した際、鰐の被害から住民や家畜を救うため祭文を書いて鰐を祭っている。北宋の文学者欧陽脩や南宋の儒学者朱熹も祭文を書いており、後者は『朱子学大系』中の『朱子文集』に収載されている。南北朝時代の沈約もまた友人の死に際し、祭文を詠んでいる。南朝宋の文学者謝恵連は君主の彭城王劉義康が治める東府城の堀の中から古い墓が発見され、その改葬のために祭文を作ったが、その文章はたいへん美しいことで知られる。
名文家として知られた南朝梁の劉孝綽の妹劉令嫺もまた文才に長け、彼女は尚書僕射の地位にあった徐勉の子息徐悱に嫁いだが、夫が亡くなるとその祭文を書き、その見事な出来映えに徐勉は我が子の哀文をつくるのをやめたというエピソードがのこる。また、1917年（民国6年）以降、胡適は口語体にもとづく白話文運動を提唱したことで知られるが、彼の書いた「先母行述」（亡き母の行いと言葉）は一篇の文語文であった。

## 自祭文
自分の死に際して書かれる祭文が自祭文である。これは、南北朝時代の詩人陶潜の「自祭文」が有名で、「歳（せい）は惟（これ）丁卯　律は無射（ぶえき）に中（あた）る」で始まり、「人生実に難（かた）し　死は之を如何（いか）にせん　嗚呼哀しいかな」で終わる。この自祭文は長いが、前半の一節、
が特に有名である。

## 日本における祭文
日本にあっては、平安時代において釈奠がなされるとき、司祭である大学頭が孔子及び孔子十哲の画像に幣帛と酒食を供えて祭文を読み、自ら祭壇の酒を飲みほす習わしがあった。また、菅原道真にかかわる伝説に、道真が讃岐国に赴任していた仁和4年（888年）、同国で大旱魃があり、讃岐守である道真みずから城山で身を清めて7日間にわたり祭文を読上げたところ、慈雨に恵まれたというものがある。
日中の国境を越えた祭文もある。『南方紀伝』応永18年（1411年）条や新井白石『読史余論』などによれば、明の永楽帝は室町幕府第3代将軍であった足利義満が死去したとき、子の征夷大将軍足利義持に書をつかわし、故義満に対し「恭献王」の諡号とともに祭文を贈っている。また、1925年（民国14年）3月に死去した孫文の告別式では、国賓の礼を以て渡支した犬養毅（当時加藤高明内閣の逓信大臣）が南京の中国国民党中央党部において孫文の死を悼む祭文を朗読している。

## 冊封関係と祭文
中国の皇帝とその周辺国家の冊封関係においても祭文は重要な意味をもった。朝鮮、越南、琉球などの付庸国の国王が新たに即位する際、それを認める勅書をたずさえた冊封使が付庸国に派遣され、その国の国王に中国皇帝から授けられるという形で詔勅と祭文が冊封使から与えられたのである。

## 祭文碑
祭文碑としては、中国の伝説上の君主「黄帝」を祀る黄帝陵（陝西省延安市）の東側には、57人の歴代の中国皇帝が祭文を刻んだ石碑があり、よく知られている。朝鮮半島にも、大韓民国京畿道抱川市に「麟平大君致祭文碑」、同慶尚南道晋州市に「晋州上大洞宣祖賜祭文碑」があり、それぞれ京畿道有形文化財（第075号）、慶尚南道有形文化財（第378号）に指定されている。

## 逸話
初期の台湾では中学（国民中学）の「国文」教科書にひじょうに多くの祭文が引用掲載された。「祭鱷魚文」「祭十二郎文」「瀧岡阡表」「先妣事略」「祭妹文」「先母鄒孺人靈表」「林覺民與妻訣別書」「懷念先師蔡元培先生」などである。そのため、中華民国教育部に属する国立編訳館は、「国立殯儀館」と揶揄されるほどであった。